# Perewos
Perewos (russisch Перевоз) ist eine Kleinstadt in der Oblast Nischni Nowgorod (Russland) mit 9201 Einwohnern (Stand 14. Oktober 2010).

## Geografie
Die Stadt liegt etwa 100 km südöstlich der Oblasthauptstadt Nischni Nowgorod an der Pjana, einem linken Nebenfluss der in die Wolga mündenden Sura.
Perewos ist Verwaltungszentrum des gleichnamigen Rajons.

## Geschichte
Ein Dorf an Stelle der heutigen Stadt ist seit dem 14. Jahrhundert bekannt.
1779 erhielt der Ort das Stadtrecht als Verwaltungszentrum eines Kreises (Ujesds) der Statthalterschaft Nischni Nowgorod unter dem Namen Pjanski Perewos, verlor die Verwaltungsfunktion jedoch bereits 1798 wieder. Der Name bedeutet etwa Übergang über die Pjana.
Die Hauptbeschäftigung der Bevölkerung im 19. Jahrhundert waren Ackerbau und Herstellung von Netzen für die Fischerei hauptsächlich am Kaspischen Meer.
Vor 1926 verlor der Ort wegen der geringen Bevölkerungszahl das Stadtrecht und galt nun unter dem verkürzten, heutigen Namen als dörfliche Siedlung. 1962 erhielt der Ort wieder den Status einer Siedlung städtischen Typs und am 15. Januar 2001 das erneute Stadtrecht.

### Bevölkerungsentwicklung
| Jahr | Einwohner |
| ---- | --------- |
| 1897 | 770       |
| 1939 | 1664      |
| 1959 | 2470      |
| 1970 | 4383      |
| 1979 | 6235      |
| 1989 | 8313      |
| 2002 | 9386      |
| 2010 | 9201      |

Anmerkung: Volkszählungsdaten

## Kultur und Sehenswürdigkeiten
Im Dorf Palez des Rajons Perewos steht die Hodegetria-Kirche (церковь Одигитрии/zerkow Odigitrii) von 1680, im Dorf Bolschije Kemary die Maria-Orans-Kathedrale (Знаменский собор/Snamenski sobor) von 1701.
Zu den landschaftlichen Sehenswürdigkeiten gehört das Waldmassiv Itschalkowski Bor mit Kiefern-, Eichen- und Mischwäldern sowie Kalksteinfelsen in einem Karstgebiet.

## Wirtschaft und Infrastruktur
In Perewos gibt es Betriebe der Textil-, elektrotechnischen und Lebensmittelindustrie.
Im Gestüt Perewosski werden Traber der Rassen Russischer Traber und zunehmend American Standardbred gezüchtet, daneben auch Kaltblüter der Rasse Sowjetisches Kaltblut.
Die Stadt liegt an der auf diesem Abschnitt 1918 eröffneten Eisenbahnstrecke Moskau–Arsamas–Kasan (Station Perewosskaja; Streckenkilometer 460). 

## Söhne und Töchter der Stadt
- Gennadi Janajew (1937–2010), Politiker